# Ceropegia bhatii
Ceropegia bhatii är en oleanderväxtart som beskrevs av Shrirang Ramchandra Yadav och Shendage. Ceropegia bhatii ingår i släktet Ceropegia och familjen oleanderväxter. Inga underarter finns listade i Catalogue of Life.